# 街報
《街報》(英語：Street News)，是在美國紐約市，由露宿者販售的報紙。它創始於1989年，為最早並至今持續發行的現代街頭報紙，同時也是美國街頭報紙運動的起源。 其目標為提供紐約許多露宿者及失業者一個自給自足的方式。 《街報》的誕生迅速啟發了更多其他街頭報紙的創立，包括芝加哥的StreetWise 及英國的The Big Issue;  也因此《街報》被稱為街頭報紙運動的"先驅"。 《街報》及大誌雜誌也成為了全球街頭報紙的原型。
自2002年之後，《街報》由John Levi "Indio" Washington Jr.擔任編輯，每年印行3,000份，共有6期，由15人進行販售，每位販售者可從每本1.25美元的售價中取得75分美元的收入。